# Droga wojewódzka 753
Die Droga wojewódzka 753 (DW 753) ist eine 20 Kilometer lange Droga wojewódzka (Woiwodschaftsstraße) in der polnischen Woiwodschaft Heiligkreuz, die Wola Jachowa mit Nowa Słupia verbindet. Die Strecke liegt im Powiat Kielecki.

## Streckenverlauf
Woiwodschaft Heiligkreuz, Powiat Kielecki
-  Wola Jachowa (DK 74)
- Bieliny
- Huta Nowa
- Huta Koszary
- Bartoszowiny
- Trzcianka
-  Nowa Słupia (DW 751, DW 756)